# Dreiband-Europameisterschaft der Damen 2011
Die Dreiband-Europameisterschaft der Damen 2011 war das 4. Turnier in dieser Disziplin des Karambolagebillards und fand vom 12. bis zum 14. August 2011 in Faches-Thumesnil statt. Die Meisterschaft zählte zur Saison 2011/12.

Logo CEB (ausrichtender Verband)

## Geschichte
Ungeschlagen wurde die Niederländerin Therese Klompenhouwer zum vierten Mal Europameisterin im Dreiband. Im Finale siegte sie gegen Danielle le Bruijn mit 2:0 Sätzen. Platz drei belegten  Karina Jetten und Jaime Buelens.

## Modus
Gespielt wurde eine Vorrunde im Satzsystem à zwei Gewinnsätze mit vier 4er-Gruppen im Round-Robin-Modus mit Nachstoß. Die Satzdistanz betrug 12 Punkte oder 25 Aufnahmen. Die zwei Gruppenbesten je Gruppe kamen in die Knock-out-Runde. Platz drei wurde nicht ausgespielt.
Platzierung in den Tabellen bei Punktgleichheit:
1. GD = Generaldurchschnitt
2. HS = Höchstserie

## Vorrunde
| Abschlusstabelle Gruppe A | Abschlusstabelle Gruppe A | Abschlusstabelle Gruppe A | Abschlusstabelle Gruppe A | Abschlusstabelle Gruppe A | Abschlusstabelle Gruppe A | Abschlusstabelle Gruppe A | Abschlusstabelle Gruppe A | Abschlusstabelle Gruppe A | Abschlusstabelle Gruppe A |
| Platz                     | Name                      | MP                        | SP                        | Pkte                      | Aufn.                     | GD                        | BED                       | BSD                       | HS                        |
| ------------------------- | ------------------------- | ------------------------- | ------------------------- | ------------------------- | ------------------------- | ------------------------- | ------------------------- | ------------------------- | ------------------------- |
| 1                         | Therese Klompenhouwer     | 6:0                       | 12:0                      | 72                        | 65                        | 1,107                     | 1,500                     | 3,000                     | 8                         |
| 2                         | Danielle le Bruijn        | 4:2                       | 8:6                       | 54                        | 119                       | 0,453                     | 0,525                     | 0,800                     | 5                         |
| 3                         | Marianne Mortensen        | 2:4                       | 6:10                      | 69                        | 134                       | 0,514                     | 0,483                     | 0,750                     | 4                         |
| 4                         | Michaela Esser            | 0:6                       | 2:12                      | 38                        | 125                       | 0,304                     | -                         | 0,400                     | 4                         |

| Abschlusstabelle Gruppe B | Abschlusstabelle Gruppe B | Abschlusstabelle Gruppe B | Abschlusstabelle Gruppe B | Abschlusstabelle Gruppe B | Abschlusstabelle Gruppe B | Abschlusstabelle Gruppe B | Abschlusstabelle Gruppe B | Abschlusstabelle Gruppe B | Abschlusstabelle Gruppe B |
| Platz                     | Name                      | MP                        | SP                        | Pkte                      | Aufn.                     | GD                        | BED                       | BSD                       | HS                        |
| ------------------------- | ------------------------- | ------------------------- | ------------------------- | ------------------------- | ------------------------- | ------------------------- | ------------------------- | ------------------------- | ------------------------- |
| 1                         | Helga Mitterböck          | 4:2                       | 9:5                       | 64                        | 147                       | 0,435                     | 0,634                     | 1,000                     | 6                         |
| 2                         | Maria Isabel Romia        | 4:2                       | 8:8                       | 72                        | 186                       | 0,387                     | 0,446                     | 0,521                     | 3                         |
| 3                         | Gerrie Geelen             | 3:3                       | 9:7                       | 76                        | 185                       | 0,410                     | 0,533                     | 0,666                     | 5                         |
| 4                         | Celine Jacques            | 1:5                       | 6:12                      | 64                        | 197                       | 0,324                     | 0,293                     | 0,500                     | 5                         |

| Abschlusstabelle Gruppe C | Abschlusstabelle Gruppe C | Abschlusstabelle Gruppe C | Abschlusstabelle Gruppe C | Abschlusstabelle Gruppe C | Abschlusstabelle Gruppe C | Abschlusstabelle Gruppe C | Abschlusstabelle Gruppe C | Abschlusstabelle Gruppe C | Abschlusstabelle Gruppe C |
| Platz                     | Name                      | MP                        | SP                        | Pkte                      | Aufn.                     | GD                        | BED                       | BSD                       | HS                        |
| ------------------------- | ------------------------- | ------------------------- | ------------------------- | ------------------------- | ------------------------- | ------------------------- | ------------------------- | ------------------------- | ------------------------- |
| 1                         | Karina Jetten             | 6:0                       | 12:0                      | 70                        | 117                       | 0,598                     | 0,795                     | 0,800                     | 4                         |
| 2                         | Natascha Al-Mamar         | 3:3                       | 7:7                       | 45                        | 153                       | 0,294                     | 0,380                     | 0,500                     | 5                         |
| 3                         | Jeanette Jensen           | 3:3                       | 7:9                       | 66                        | 172                       | 0,383                     | 0,483                     | 0,750                     | 4                         |
| 4                         | Christine Morel           | 0:6                       | 2:12                      | 33                        | 150                       | 0,220                     | -                         | 0,280                     | 6                         |

| Abschlusstabelle Gruppe D | Abschlusstabelle Gruppe D | Abschlusstabelle Gruppe D | Abschlusstabelle Gruppe D | Abschlusstabelle Gruppe D | Abschlusstabelle Gruppe D | Abschlusstabelle Gruppe D | Abschlusstabelle Gruppe D | Abschlusstabelle Gruppe D | Abschlusstabelle Gruppe D |
| Platz                     | Name                      | MP                        | SP                        | Pkte                      | Aufn.                     | GD                        | BED                       | BSD                       | HS                        |
| ------------------------- | ------------------------- | ------------------------- | ------------------------- | ------------------------- | ------------------------- | ------------------------- | ------------------------- | ------------------------- | ------------------------- |
| 1                         | Gülşen Degener            | 6:0                       | 12:2                      | 83                        | 125                       | 0,664                     | 0,888                     | 1,000                     | 5                         |
| 2                         | Jaime Buelens             | 4:2                       | 8:6                       | 67                        | 107                       | 0,626                     | 0,888                     | 1,333                     | 8                         |
| 3                         | Julie Dechamps            | 2:4                       | 8:10                      | 61                        | 185                       | 0,329                     | 0,280                     | 0,600                     | 3                         |
| 4                         | Anja Wijnen               | 0:6                       | 2:12                      | 41                        | 140                       | 0,292                     | -                         | 0,320                     | 3                         |

## KO-Runde
|  | Viertelfinale 2 GS bis 12 | Viertelfinale 2 GS bis 12 | Viertelfinale 2 GS bis 12 | Viertelfinale 2 GS bis 12 | Viertelfinale 2 GS bis 12 | Viertelfinale 2 GS bis 12 |                       |                    | Halbfinale 2 GS bis 12 | Halbfinale 2 GS bis 12 | Halbfinale 2 GS bis 12 | Halbfinale 2 GS bis 12 | Halbfinale 2 GS bis 12 | Halbfinale 2 GS bis 12 |      |       | Finale 2 GS bis 12 | Finale 2 GS bis 12 | Finale 2 GS bis 12 | Finale 2 GS bis 12 | Finale 2 GS bis 12 | Finale 2 GS bis 12 |
|  |                           |                           |                           |                           |                           |                           |                       |                    |                        |                        |                        |                        |                        |                        |      |       |                    |                    |                    |                    |                    |                    |
|  |                           | SP                        | Pkt.                      | Aufn.                     | GD                        | HS                        |                       |                    |                        |                        |                        |                        |                        |                        |      |       |                    |                    |                    |                    |                    |                    |
|  |                           | SP                        | Pkt.                      | Aufn.                     | GD                        | HS                        |                       |                    |                        |                        |                        |                        |                        |                        |      |       |                    |                    |                    |                    |                    |                    |
|  | Therese Klompenhouwer     | 4                         | 24                        | 27                        | 0,888                     | 3                         |                       |                    |                        |                        |                        |                        |                        |                        |      |       |                    |                    |                    |                    |                    |                    |
|  | Therese Klompenhouwer     | 4                         | 24                        | 27                        | 0,888                     | 3                         |                       | SP                 | Pkt.                   | Aufn.                  | GD                     | HS                     |                        |                        |      |       |                    |                    |                    |                    |                    |                    |
|  | Jaime Buelens             | 0                         | 11                        | 26                        | 0,423                     | 2                         |                       | SP                 | Pkt.                   | Aufn.                  | GD                     | HS                     |                        |                        |      |       |                    |                    |                    |                    |                    |                    |
|  | Jaime Buelens             | 0                         | 11                        | 26                        | 0,423                     | 2                         | Therese Klompenhouwer | 4                  | 24                     | 16                     | 1,500                  | 4                      |                        |                        |      |       |                    |                    |                    |                    |                    |                    |
|  |                           | SP                        | Pkt.                      | Aufn.                     | GD                        | HS                        | Therese Klompenhouwer | 4                  | 24                     | 16                     | 1,500                  | 4                      |                        |                        |      |       |                    |                    |                    |                    |                    |                    |
|  |                           | SP                        | Pkt.                      | Aufn.                     | GD                        | HS                        |                       | Karina Jetten      | 0                      | 12                     | 15                     | 0,800                  | 3                      |                        |      |       |                    |                    |                    |                    |                    |                    |
|  | Karina Jetten (*)         | 3                         | 23                        | 64                        | 0,359                     | 2                         |                       | Karina Jetten      | 0                      | 12                     | 15                     | 0,800                  | 3                      |                        |      |       |                    |                    |                    |                    |                    |                    |
|  | Karina Jetten (*)         | 3                         | 23                        | 64                        | 0,359                     | 2                         |                       |                    |                        |                        |                        |                        |                        | SP                     | Pkt. | Aufn. | GD                 | HS                 |                    |                    |                    |                    |
|  | Maria Isabel Romia        | 3                         | 27                        | 64                        | 0,421                     | 3                         |                       |                    |                        |                        |                        |                        |                        | SP                     | Pkt. | Aufn. | GD                 | HS                 |                    |                    |                    |                    |
|  | Maria Isabel Romia        | 3                         | 27                        | 64                        | 0,421                     | 3                         | Therese Klompenhouwer | 4                  | 24                     | 33                     | 0,727                  | 4                      |                        |                        |      |       |                    |                    |                    |                    |                    |                    |
|  |                           | SP                        | Pkt.                      | Aufn.                     | GD                        | HS                        | Therese Klompenhouwer | 4                  | 24                     | 33                     | 0,727                  | 4                      |                        |                        |      |       |                    |                    |                    |                    |                    |                    |
|  |                           | SP                        | Pkt.                      | Aufn.                     | GD                        | HS                        |                       | Danielle le Bruijn | 0                      | 10                     | 32                     | 0,312                  | 2                      |                        |      |       |                    |                    |                    |                    |                    |                    |
|  | Helga Mitterböck          | 4                         | 24                        | 39                        | 0,615                     | 3                         |                       | Danielle le Bruijn | 0                      | 10                     | 32                     | 0,312                  | 2                      |                        |      |       |                    |                    |                    |                    |                    |                    |
|  | Helga Mitterböck          | 4                         | 24                        | 39                        | 0,615                     | 3                         |                       | SP                 | Pkt.                   | Aufn.                  | GD                     | HS                     |                        |                        |      |       |                    |                    |                    |                    |                    |                    |
|  | Natascha Al-Mamar         | 0                         | 13                        | 38                        | 0,342                     | 3                         |                       | SP                 | Pkt.                   | Aufn.                  | GD                     | HS                     |                        |                        |      |       |                    |                    |                    |                    |                    |                    |
|  | Natascha Al-Mamar         | 0                         | 13                        | 38                        | 0,342                     | 3                         | Helga Mitterböck      | 2                  | 23                     | 63                     | 0,365                  | 2                      |                        |                        |      |       |                    |                    |                    |                    |                    |                    |
|  |                           | SP                        | Pkt.                      | Aufn.                     | GD                        | HS                        | Helga Mitterböck      | 2                  | 23                     | 63                     | 0,365                  | 2                      |                        |                        |      |       |                    |                    |                    |                    |                    |                    |
|  |                           | SP                        | Pkt.                      | Aufn.                     | GD                        | HS                        |                       | Danielle le Bruijn | 4                      | 28                     | 62                     | 0,451                  | 4                      |                        |      |       |                    |                    |                    |                    |                    |                    |
|  | Gülşen Degener            | 2                         | 32                        | 56                        | 0,571                     | 3                         |                       | Danielle le Bruijn | 4                      | 28                     | 62                     | 0,451                  | 4                      |                        |      |       |                    |                    |                    |                    |                    |                    |
|  | Gülşen Degener            | 2                         | 32                        | 56                        | 0,571                     | 3                         |                       |                    |                        |                        |                        |                        |                        |                        |      |       |                    |                    |                    |                    |                    |                    |
|  | Danielle le Bruijn        | 4                         | 29                        | 56                        | 0,517                     | 3                         |                       |                    |                        |                        |                        |                        |                        |                        |      |       |                    |                    |                    |                    |                    |                    |
|  | Danielle le Bruijn        | 4                         | 29                        | 56                        | 0,517                     | 3                         |                       |                    |                        |                        |                        |                        |                        |                        |      |       |                    |                    |                    |                    |                    |                    |

(*) Nachdem der dritte Satz Unentschieden ausging gewann Karina Jetten in der 3. Verlängerung.

## Endergebnis
| MP    | Match Points (Sieger = 2; Unentschieden = 1; Verlierer = 0) |
| Pkte. | Erzielte Karambolagen                                       |
| Aufn. | Benötigte Versuche                                          |
| GD    | Generaldurchschnitt                                         |
| BED   | Bester Einzeldurchschnitt eines Spielers                    |
| HS    | Höchstserie                                                 |
|       | Bester GD des Turniers                                      |
|       | Bester ED des Turniers                                      |
|       | Beste HS des Turniers                                       |
|       | 1. Platz (Gold)                                             |
|       | 2. Platz (Silber)                                           |
|       | 3. Platz (Bronze)                                           |

| Endklassement              | Endklassement | Endklassement         | Endklassement | Endklassement | Endklassement | Endklassement | Endklassement | Endklassement | Endklassement | Endklassement |
| Phase                      | Platz         | Name                  | MP            | SP            | Pkt.          | Aufn.         | GD            | BED           | BSD           | HS            |
| -------------------------- | ------------- | --------------------- | ------------- | ------------- | ------------- | ------------- | ------------- | ------------- | ------------- | ------------- |
| Finale                     | 1             | Therese Klompenhouwer | 12:0          | 24:0          | 144           | 141           | 1,021         | 1,500         | 3,000         | 8             |
| Finale                     | 2             | Danielle le Bruijn    | 8:4           | 16:14         | 121           | 269           | 0,449         | 0,525         | 0,800         | 5             |
| Halb- finale               | 3             | Karina Jetten         | 8:2           | 15:7          | 105           | 196           | 0,535         | 0,705         | 0,800         | 4             |
| Halb- finale               | 3             | Helga Mitterböck      | 6:4           | 15:9          | 111           | 249           | 0,445         | 0,634         | 1,000         | 6             |
| Viertel- finale            | 5             | Gülşen Degener        | 6:2           | 14:6          | 115           | 181           | 0,635         | 0,888         | 1,000         | 5             |
| Viertel- finale            | 6             | Maria Isabel Romia    | 4:4           | 11:11         | 99            | 250           | 0,396         | 0,446         | 0,800         | 3             |
| Viertel- finale            | 7             | Jaime Buelens         | 4:4           | 8:10          | 78            | 133           | 0,586         | 0,888         | 1,333         | 8             |
| Viertel- finale            | 8             | Natascha Al-Mamar     | 3:5           | 7:11          | 58            | 191           | 0,303         | 0,380         | 0,500         | 5             |
| Gruppen- phase             | 9             | Gerrie Geelen         | 3:3           | 9:7           | 76            | 185           | 0,410         | 0,533         | 0,666         | 5             |
| Gruppen- phase             | 10            | Jeanette Jensen       | 3:3           | 7:9           | 66            | 172           | 0,383         | 0,483         | 0,750         | 4             |
| Gruppen- phase             | 11            | Julie Dechamps        | 2:4           | 8:10          | 61            | 185           | 0,329         | 0,280         | 0,600         | 3             |
| Gruppen- phase             | 12            | Marianne Mortensen    | 2:4           | 6:10          | 69            | 134           | 0,514         | 0,483         | 0,750         | 4             |
| Gruppen- phase             | 13            | Celine Jacques        | 1:5           | 6:12          | 64            | 197           | 0,324         | 0,293         | 0,500         | 5             |
| Gruppen- phase             | 14            | Michaela Esser        | 0:6           | 2:12          | 38            | 125           | 0,304         | -             | 0,400         | 4             |
| Gruppen- phase             | 15            | Anja Wijnen           | 0:6           | 2:12          | 41            | 140           | 0,292         | -             | 0,320         | 3             |
| Gruppen- phase             | 16            | Christine Morel       | 0:6           | 2:12          | 33            | 150           | 0,220         | -             | 0,280         | 6             |
| Turnierdurchschnitt: 0,441 |               |                       |               |               |               |               |               |               |               |               |